# Secamone elliottii
Secamone elliottii là một loài thực vật có hoa trong họ La bố ma. Loài này được K. Schum. miêu tả khoa học đầu tiên năm 1893.